# Кордяга (посёлок)
Кордя́га — посёлок в Зуевском районе Кировской области, административный центр Кордяжского сельского поселения. 

## География
Посёлок расположен на берегу реки Чепца в месте впадения в неё реки Кордяга в 6 км на запад от райцентра Зуевки, остановочные пункты Кордяга и 1054 км на линии Киров — Яр. 

## История
В 1812 году слободской купец Александр Платунов получил разрешение Вятской казённой палаты на сооружение бумажной фабрики. Предприятие было построено в том же году в Сезеневской волости Слободского уезда на речке Большая Кордяга, около места впадения её в реку Чепца.
В списках населённых мест Вятской губернии по сведениям 1859—1873 годов упоминается Кордяжская фабрика, в которой числилось 15 дворов. В конце XIX — начале XX века населённый пункт входил в состав Сезеневской волости Слободского уезда. По переписи 1926 года в посёлке Кордяжская фабрика числилось 64 хозяйства. С 1929 года посёлок — в составе Махневского сельсовета Зуевского района. По данным 1978 года посёлок Кордяга являлся центром Кордяжского сельсовета, центральная усадьба колхоза им. Жданова, в состав посёлка были включены упразднённые деревни Анохинцы, Бурчаевцы, Ротики.

## Население
| 1873 | 1905 | 1926 | 1950 | 1989  | 2002  | 2010 |
| ---- | ---- | ---- | ---- | ----- | ----- | ---- |
| 115  | ↗140 | ↗253 | ↗427 | ↗1280 | ↘1082 | ↘876 |

## Инфраструктура
В посёлке расположены основная общеобразовательная школа, отделение врача общей практики, дом культуры, отделение почтовой связи.